# Planorbis pseudoammonius
Espèce
Planorbis pseudoammonius est une espèce fossile de mollusques gastéropodes de la famille des Planorbidae,. Cette espèce vivait à l'ère Cénozoïque.

## Répartition
Cet escargot d'eau douce est particulièrement bien représenté dans les calcaires lacustres du Lutétien.